# Dawkinsia
Dawkinsia é um gênero de peixes ciprinídeos de água doce que ocorrem no Sul da Índia e no Sri Lanka. Foi dividido a partir do gênero Puntius.

## Etimologia
Dawkinsia é uma homenagem ao biólogo evolucionista Richard Dawkins, em reconhecimento pela sua contribuição para a divulgação científica, principalmente da ciência da evolução".:p.80 Dawkins descreve isso como "uma grande honra".

## Descrição
Os adultos normalmente medem 8–12 cm (3,1–4,7 pol) cm. Eles não têm barbilhões rostrais  mas podem ter barbilhões maxilares. Os jovens apresentam um padrão de coloração composto por três barras pretas no corpo, característica que persiste até a fase adulta em algumas espécies. Os adultos têm uma mancha preta horizontalmente alongada no pedúnculo caudal.

## Espécies
Atualmente há nove espécies reconhecidas no gênero:
- Dawkinsia arulius (Jerdon, 1849)
- Dawkinsia assimilis (Jerdon, 1849)
- Dawkinsia exclamatio (Pethiyagoda & Kottelat, 2005)
- Dawkinsia filamentosa (Valenciennes, 1844)
- Dawkinsia rohani (Rema Devi, Indra & Knight, 2010)
- Dawkinsia rubrotinctus (Jerdon, 1849)
- Dawkinsia singhala (Duncker, 1912)
- Dawkinsia srilankensis (Senanayake, 1985)
- Dawkinsia tambraparniei (Silas, 1954)